# Tom Shadyac
Thomas "Tom" Peter Shady (Falls Church, 11 de dezembro de 1958) é um diretor de cinema, roteirista, produtor, autor e ator ocasional americano. Shadyac, foi o mais jovem escritor de piadas para o comediante Bob Hope, e é amplamente conhecido por escrever e dirigir as comédias Ace Ventura: Pet Detective, O Professor Aloprado, O Mentiroso e Bruce Almighty. 
Em 2010, Shadyac deixou de lado os trabalhos cômicos para escrever, dirigir e narrar seu documentário I Am (Eu Sou), no qual explora o seu abandono de um estilo de vida materialista, após um acidente de bicicleta, três anos antes.
Shadyac é um ex-professor de comunicação no Seaver College da Universidade Pepperdine. Em 2011, ele participou da Conferência sobre Assuntos Mundiais. Em 2015, Shadyac começou a lecionar cinema na Universidade do Colorado em Boulder.  Shadyac agora leciona cinema na Universidade de Memphis.

## Filmografia
| Ano  | Filme                           | Diretor | Produtor | Roteirista | Notas        |
| ---- | ------------------------------- | ------- | -------- | ---------- | ------------ |
| 1991 | Frankenstein: The College Years | Sim     | Não      | Não        | Telefilme    |
| 1994 | Ace Ventura: Pet Detective      | Sim     | Não      | Sim        |              |
| 1996 | The Nutty Professor             | Sim     | Não      | Sim        |              |
| 1997 | Liar Liar                       | Sim     | Não      | Não        |              |
| 1998 | Patch Adams                     | Sim     | Sim      | Não        |              |
| 2002 | Dragonfly                       | Sim     | Sim      | Não        |              |
| 2003 | Bruce Almighty                  | Sim     | Sim      | Não        |              |
| 2007 | Evan Almighty                   | Sim     | Sim      | Não        |              |
| 2010 | I Am                            | Sim     | Não      | Sim        | Documentário |
| 2018 | Brian Banks                     | Sim     | Não      | Não        |              |
| TBA  | The Line Up                     | Sim     | Não      | Não        | Pré-produção |
| TBA  | Dr. Sensitive                   | Sim     | Sim      | Não        | A anunciar   |

Como produtor
| Ano  | Filme                               | Notas                            |
| ---- | ----------------------------------- | -------------------------------- |
| 2000 | Nutty Professor II: The Klumps      | Produtor executivo               |
| 2006 | Accepted                            |                                  |
| 2007 | I Now Pronounce You Chuck and Larry |                                  |
| 2010 | Finding Kind                        | Documentário; Produtor executivo |
| 2011 | Happy (filme de 2011)               | Documentário; Produtor executivo |

### Acting roles
| Year | Title        | Role            | Notes                  |
| ---- | ------------ | --------------- | ---------------------- |
| 1984 | Magnum, P.I. | Estudante Danny | Episódio: "Murder 101" |
| 1987 | Jocks        | Chris           |                        |
| 2010 | I Am         | Ele mesmo       |                        |
| 2012 | Full Scale   | Nate            |                        |